# Lanthanomelissa pampicola
Lanthanomelissa pampicola är en biart som beskrevs av Urban 1996. Lanthanomelissa pampicola ingår i släktet Lanthanomelissa och familjen långtungebin. Inga underarter finns listade i Catalogue of Life.